# Juncus papillosus
Juncus papillosus là một loài thực vật có hoa trong họ Juncaceae. Loài này được Franch. & Sav. mô tả khoa học đầu tiên năm 1876.